# Crozetulus minutus
Crozetulus minutus är en spindelart som beskrevs av Hickman 1939. Crozetulus minutus ingår i släktet Crozetulus och familjen Anapidae.
Artens utbredningsområde är Crozetön. Inga underarter finns listade i Catalogue of Life.